# Музей-архив Д. И. Менделеева
Музе́й-архи́в Д. И. Менделе́ева — петербургский мемориальный музей, посвящённый жизни и научной работе русского учёного-энциклопедиста Д. И. Менделеева (1834—1907). Входит в структуру СПбГУ.

## История создания музея
В 1907 году на заседании Первого Менделеевского съезда было принято решение о создании учреждения в память о Дмитрии Ивановиче. Для этих целей решено было выкупить кабинет и библиотеку учёного. Торжественное открытие и освящение музея состоялось 21 декабря 1911 года. Кабинет представлял собой хранилище документов учёного и формировался в том числе как научный центр по изучению его наследия. Он располагался там, где Дмитрий Иванович жил вместе с семьей с 1866 по 1890 год — в бывшей казённой квартире Университета в здании Двенадцати коллегий (Ректорский флигель).

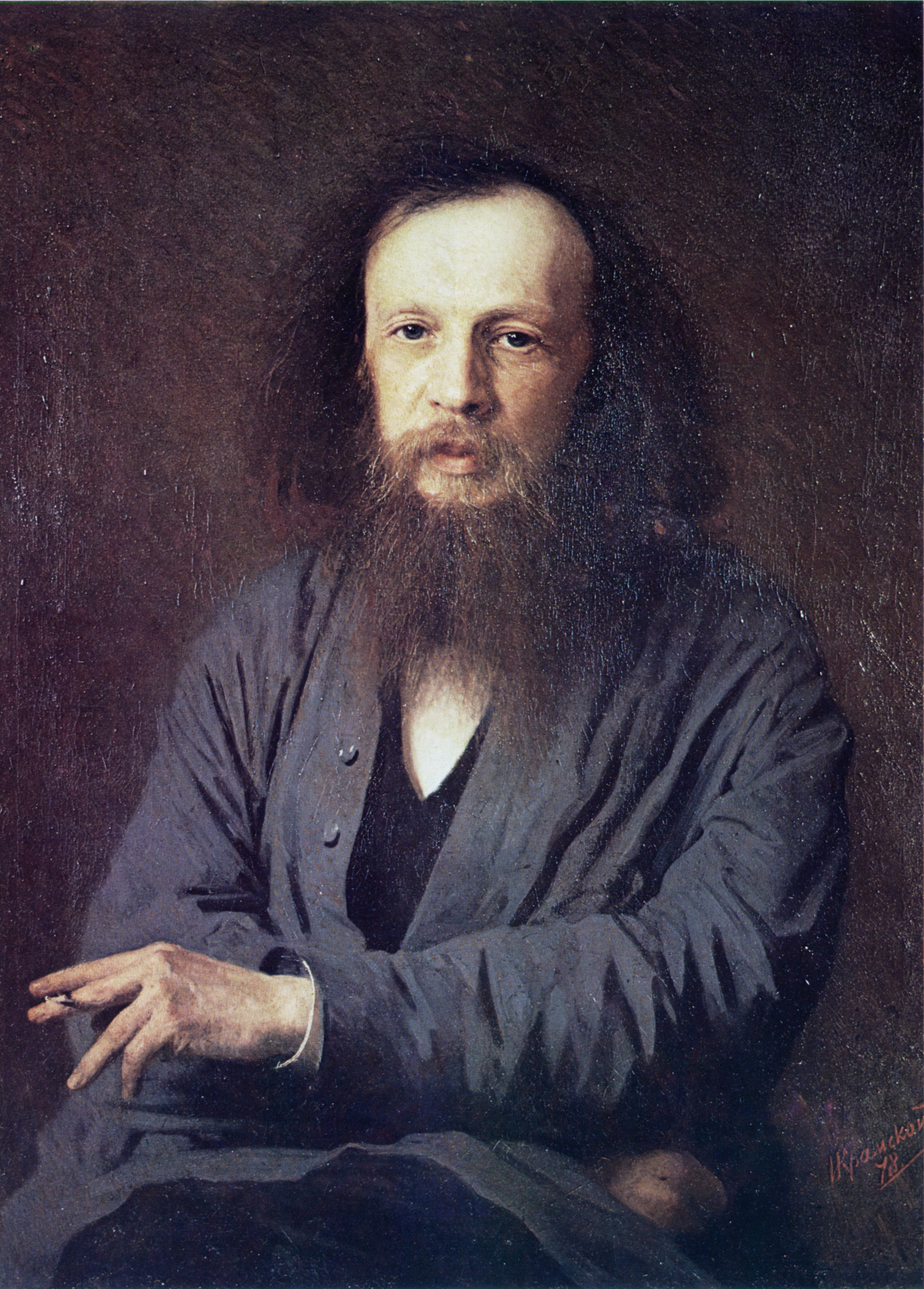
Портрет Д. И. Менделеева, 1878 г., художник И. Н. Крамской, из коллекции Музея-архива Д. И. Менделеева

В 1934 году во время подготовки к 100-летнему юбилею Дмитрия Ивановича, Кабинет пополнился новыми экспонатами, и был открыт как музей. В подготовительной работе принял участие сын учёного — Иван Дмитриевич Менделеев.
После окончания Великой Отечественной войны младшая дочь учёного — Мария Дмитриевна Менделеева-Кузьмина, вернувшись из эвакуации, совместно с Т. С. Кудрявцевой. приступила к систематизации и описанию архива и библиотеки.
22 июля 1952 году вышло Постановление Совета Министров СССР за подписью И. В. Сталина о сосредоточении в музее-архивы Менделеева всех материалов, связанных с его жизнью и деятельностью. Так в 1950-1960 удалось создать коллекцию, которая охватывала все основные направления деятельности учёного. В начале 1950-х годов музей был расширен: получены помещения, которые относились квартире Менделеева и его лаборатории. Музею была также была возвращена комната, в которой помещался рабочий кабинет учёного в бытность его профессором Петербургского университета. В 1956 году музей открылся для широкой публики. Экспозиция размещалась в семи залах. Во второй половине 1980-х годов Музей-архив был реконструирован и расширен. В новом виде он начал функционировать с весны 1993 года.

## Современный музей
Музей-архив Д. И. Менделеева по-прежнему располагается в здании Двенадцати коллегий и входит в состав Управления экспозиций и коллекций Санкт-Петербургского государственного университета.
Европейское физическое общество в 2019 году причислило музей к своему перечню «Исторические места ЕФО», включающему места получения выдающихся научных результатов в Европе.

## Экспозиция
Экспозиция Музея-архива Д. И. Менделеева располагается в семи помещениях бывшей казённой квартиры профессора Санкт-Петербургского университета: гостиной, столовой, спальне Дмитрия Ивановича, кабинете учёного, библиотеке, холле и коридоре.

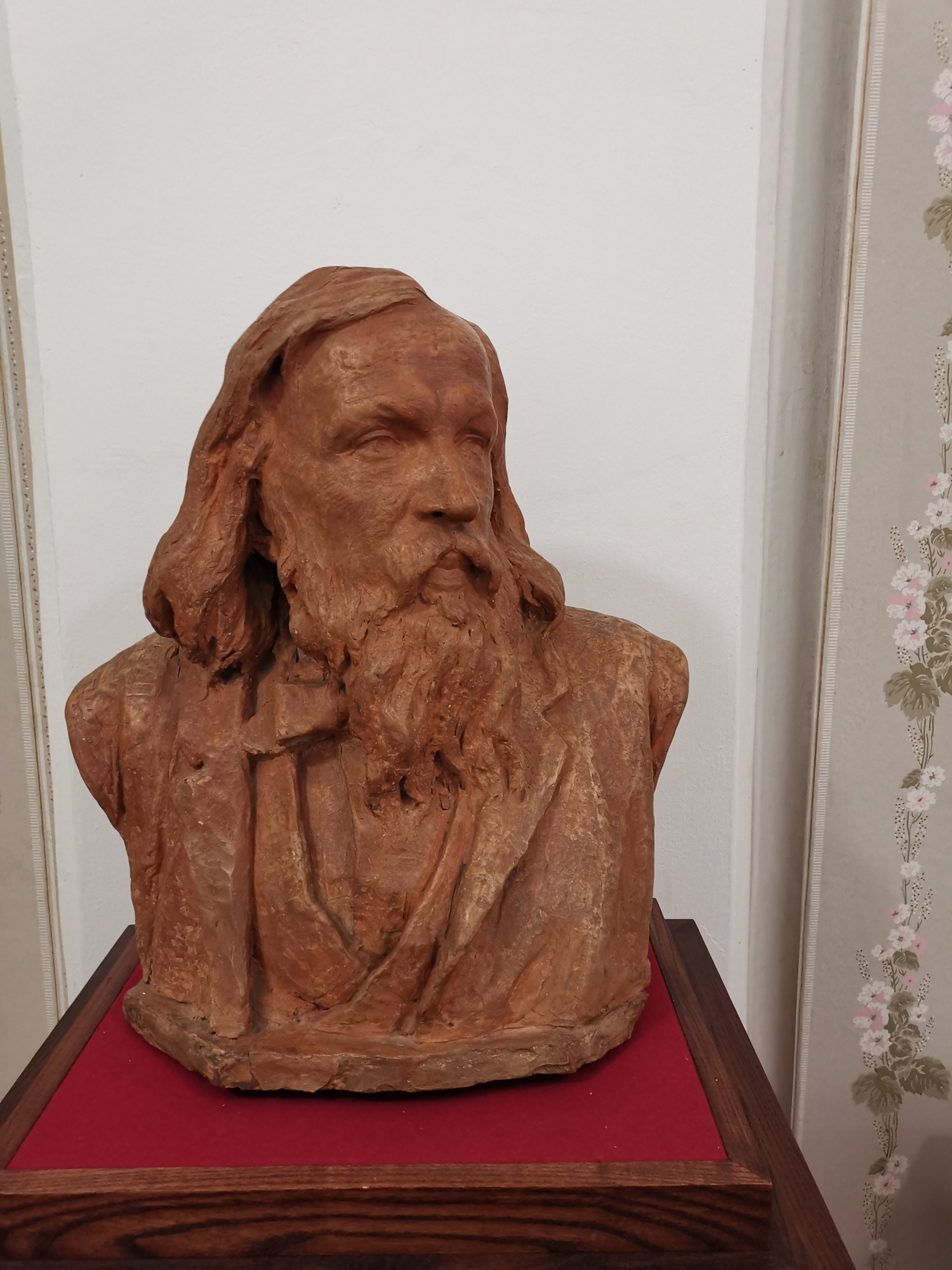
Бюст Д. И. Менделеева, 1890 г., скульптор И. Я. Гинцбург

В экспозиции музея можно увидеть личные вещи Дмитрия Ивановича, его мебель, личную библиотеку учёного и собрания книг его семьи и друзей. В музее-архиве посетители могут познакомиться с коллекцией метрологических приборов и множеством инструментов, принадлежащих Менделееву, увидеть оригинальную обстановку его рабочего кабинета, архивные фотографии учёного и его семьи, друзей.
Коллекция представленных предметов демонстрирует многогранность интересов учёного и значимость его вклада в развитие химии, физики, экономики, метрологии и многих других наук.